# پرویز شارما
پرویز شارما (انگلیسی: Parvez Sharma؛ زادهٔ) کارگردان هندی مقیم ایالات متحده آمریکا است. بیشتر شهرت وی به خاطر کارگردانی دو مستند درباره همجنسگرایان به نام‌های جهاد برای عشق (محصول سال ۲۰۰۷ میلادی) و گناهکاری در مکه است. مذهب این فیلمساز اسلام می‌باشد